# Maarten Divendal
Martinus (Maarten) Divendal (Heemstede, 11 november 1958) is een Nederlands communicatieadviseur, politicus en bestuurder. Hij is lid van de PvdA. Sinds 22 november 2011 is hij burgemeester van De Ronde Venen.

## Maatschappelijke carrière
Divendal was na de middelbare school zeven jaar werkzaam als sociaal-cultureel werker in het club- en buurthuiswerk. Daarna werd hij PR-functionaris bij de Provinciale Kruisvereniging Noord-Holland en later van het Kruiswerk in Zaandam.
Hierna was Divendal ruim 12 jaar werkzaam bij het ministerie van Onderwijs, Cultuur en Wetenschap; aanvankelijk als  persvoorlichter, vervolgens als woordvoerder van bewindslieden en uiteindelijk als plaatsvervangend directeur Voorlichting.
Na deze periode bij dat ministerie werd Divendal een half jaar hoofd van de afdeling Communicatie bij de gemeente Haarlemmermeer. Daarnaast was hij voorzitter van de Stedelijke Stichting Kinderopvang Haarlem en lid van de Kennemerraad, gewest Zuid-Kennemerland.

## Politieke carrière
Daarnaast was hij actief in de politiek voor de PvdA. Zo was Divendal van 1986 tot 1994 gemeenteraadslid van zijn geboorteplaats (aanvankelijk Progressief Heemstede bestaande uit PvdA, GroenLinks en D66). Vanaf december 2000 was hij gemeenteraadslid van Haarlem. In maart 2002 werd hij er fractievoorzitter van de PvdA. Van februari 2004 tot mei 2010 was hij er wethouder en locoburgemeester van onderwijs, jeugd & sport en beheer & onderhoud openbare ruimte.
Op 22 november 2011 werd hij burgemeester van De Ronde Venen. Hij kreeg onder meer handhaving van de openbare orde & veiligheid, communicatie & juridische zaken, archief, regionale samenwerking, ODRU, milieu, kunst, cultuur & monumenten en recreatie & toerisme in zijn portefeuille. In zijn nieuwjaarstoespraak van 8 januari 2025 kondigde hij aan dat hij in november van dat jaar zal stoppen als burgemeester van De Ronde Venen.

## Privéleven
Divendal is afkomstig als jongste uit een gezin met een vader, moeder en twaalf kinderen. Zijn vader Herman was een schrijver en publicist. Zijn broer Joost was een journalist en cultureel manager. Hij trouwde en kreeg twee kinderen.